# Don Hutson
Donald Montgomery Hutson (31. ledna 1913 Pine Bluff, Arkansas – 26. června 1997 Rancho Mirage, Kalifornie) byl profesionální hráč amerického fotbalu na pozici wide receiver.
Jako student se věnoval také atletice a basketbalu, v roce 1934 vyhrál univerzitní šampionát s týmem Alabama Crimson Tide a v letech 1935–1945 hrál National Football League, celou kariéru strávil v klubu Green Bay Packers. V letech 1936, 1939 a 1944 získal ligový titul, v letech 1941 a 1942 obdržel Joe F. Carr Trophy pro nejužitečnějšího hráče a osmkrát v řadě byl zařazen do ideální ligové sestavy All-Pro. V kariéře dosáhl 99 touchdownů, v osmi sezónách vyhrál statistiku úspěšně převzatých přihrávek, což je stále platný rekord ligy. V roce 1963 byl zařazen do Pro Football Hall of Fame a v roce 1994 byl vybrán do nejlepšího týmu historie, sestaveného k 75. výročí založení NFL. Tréninková hala Packers nese na jeho počest jméno Don Hutson Centre, jeho číslo 14 bylo v týmu vyřazeno.